# Encyclopédisme médiéval
L'encyclopédisme médiéval est le mouvement intellectuel de production de compilations du savoir destinées aux milieux cultivés entre le VIe siècle et le XVe siècle.

## Histoire

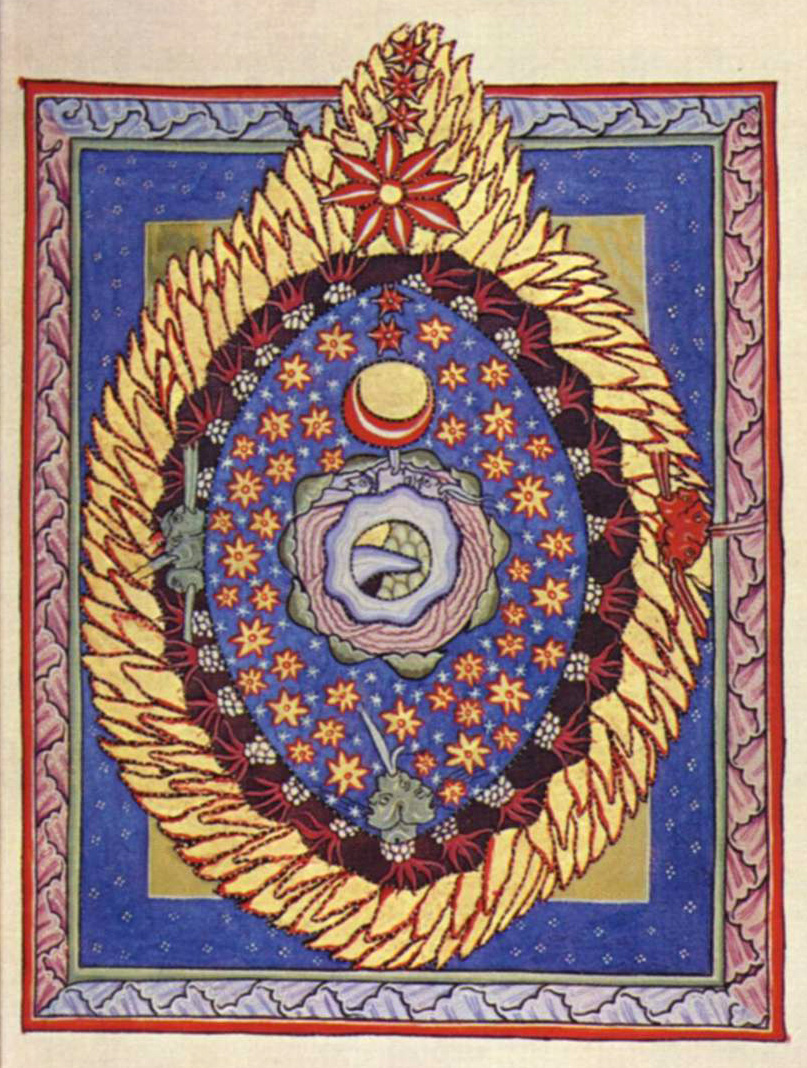
L'univers, enluminure du Scivias d'Hildegarde de Bingen, manuscrit de 1165 se trouvant à l'abbaye Sankt Hildegard d'Eibingen.

Une première époque va du VIe siècle au XIIe siècle et concerne Cassiodore et ses Institutiones (560), Isidore de Séville et ses Etymologiae (636), Honoré d'Autun (vers 1100), Hugues de Saint-Victor et son Didascalicon (1130), Hildegarde de Bingen.
Une seconde époque s'étend de la fin du XIIe siècle jusqu'au XVe siècle. Cette fois s'illustrent Barthélémy l'Anglais et son De proprietatibus rerum (vers 1247), Vincent de Beauvais et son Speculum maius (achevé vers 1263), qui fut l'encyclopédie la plus imposante au Moyen Âge.

### Œuvres traduites en français
- Cassiodore, Institutiones (560) : c'est l'ouvrage le plus célèbre de Cassiodore, composé à l'intention des moines de Vivarium (introduction aux Écritures et aux arts libéraux), postérieur au séjour de Cassiodore à Constantinople. Le premier livre des Institutions s'intitule Institutiones divinarum litterarum (centré sur les Écritures), et le deuxième Institutiones saecularium litterarum (centré sur les arts libéraux : arithmétique, astronomie, géométrie, musique). Cassiodore a lui-même revu le texte dans ses dernières années, et il était très âgé au moment de constituer un codex archetypus, ce qui rend très complexe la tradition manuscrite. Voir Institutions, manuscrit VAL. 172 de la Bibliothèque de Valenciennes, texte et traduction trad. du livre II.
- Isidore de Séville, Etymologiae (Étymologies, vers 630), trad., Paris, Les Belles Lettres, livres II (1983), III (2009), IX (1984), XI (2010), XII (1986), XIV (2011), XVI (2012), XVII (1981), XX (2010, 176 p.). Livres I-III : les neuf arts du trivium (grammaire, rhétorique, logique) et du quadrivium (arithmétique, musique, géométrie, astronomie) ; livre III : les mathématiques ; livres IV et V : la médecine ; livres VI : la Bible ; livre VII : Dieu, les anges, les saints ; livre VIII : l'Église, les hérésies, les philosophes, les magiciens ; livre IX : les langues et les groupes sociaux ; livre X : lexique ; livres XI-XIV : sciences naturelles (anthropologie, zoologie, cosmographie, géographie) ; livre XI : l'homme ; livre XV : architecture et terres ; livre XVI : minéralogie ; livre XVII : agriculture ; livre XVIII : guerre, jeux ; livre XIX : navigation et métiers ; livre XX : nourriture et instruments de cuisine, meubles et véhicules.
- Hugues de Saint-Victor, Didascalicon. L'art de lire (vers 1135), introduction, traduction et notes par Michel Lemoine, Paris, Cerf, 1969 rééd. 1991, 248 p.
- Le secret des secrets (Secretum secretorum, version longue vers 1220). Trad. fr. de la rédaction longue version C (XVe siècle), apud L’instruction d’un jeune prince [de Guillebert de Lannoy]. Le Secret des Secrets. Les Enseignements de Saint Louis à sa fille Isabelle, Paris, Antoine Vérard, 1497.
- Barthélémy l'Anglais, Le Livre des propriétés des choses : une encyclopédie au XIVe siècle [De proprietatibus rerum, 1247], introduction, mise en français moderne et notes par Bernard Ribémont, Paris : Stock, 1999, 308 p.  (ISBN 2-234-05189-4)
- Vincent de Beauvais, Speculum maius (Le grand miroir, achevé vers 1263). 1) Le Speculum naturale (Miroir naturel, 32 livres, 3708 chapitres, plus de 150 auteurs et œuvres cités) expose, suivant l'ordre des six jours de la création, la nature des choses et de l'homme, âme et corps. 2) Le Speculum doctrinale (Miroir doctrinal, 17 livres, 2354 chapitres, plus de 150 auteurs et œuvres cités) est consacré aux sciences et aux arts par lesquels l'homme retrouve partiellement les biens perdus par la faute originelle (arts du trivium, sciences morales et politiques, arts mécaniques et médecine), philosophie naturelle, arts du quadrivium, théologie). 3) Le Speculum historiale (Miroir historial, 31 livres, 3793 chapitres, plus de 180 auteurs et œuvres cités, sans compter les nombreux extraits de Vitae sanctorum) déroule les faits et gestes de l'humanité en marche vers son salut de la création au jugement dernier (le discours historique va jusqu'en 1244 ou 1254 selon les versions de l'ouvrage) . Traduction française du Miroir historial par Jean de Vignay vers 1332.

### Études
- Maurice de Gandillac, « Encyclopédies pré-médiévales et médiévales », dans La pensée encyclopédique au Moyen Âge, Neuchalet, Éditions de la Baconnière, 1966, p. 7-42.
- Annie Becq (dir.), L'encyclopédisme. Actes du colloque de Caen, 12-16 janvier 1987, Klincksieck, 1991.
- Benoît Beyer de Ryke, "Encyclopédisme", in Claude Gauvard, Alain de Libera, Michel Zink (dir.), Dictionnaire du Moyen Âge, PUF, coll. "Quadrige", 2002, p. 475-477.
- Arnaud Zucker (études réunies par), Encyclopédire : Formes de l’ambition encyclopédique dans l’Antiquité et au Moyen Âge. [Actes des Journées d’études organisées au CEPAM de Nice, de 2007 à 2009], Turnhout, Brepols (Collection d’Études médiévales de Nice), 2013.
- Isabelle Draelants, avec la collaboration de E. Kuhry, "Les sources mises en ligne par des médiévistes à l’Université de Nancy. En particulier, le programme “Sourcencyme” de corpus annoté des textes encyclopédiques latins et de leurs sources", in Th. De Hemptinne – J.L. De Paepe, Actes de la Journée d’étude ‘Digital Edition of Sources in Europe: Achievements, (juridical and technical) Problems and Prospects’, organisée aux Archives générales du Royaume à l’occasion des 175 ans de la Commission Royale d’Histoire, Bruxelles, 2010 (Bulletin de la Commission royale d’Histoire), p. 121-150.